# Mademoiselle X
Pour plus de détails, voir Fiche technique et Distribution.
Mademoiselle X est un film français réalisé par Pierre Billon, sorti en 1945.

## Fiche technique
- Titre : Mademoiselle X
- Réalisation : Pierre Billon
- Scénario : Pierre Billon et Marcel Achard
- Dialogues : Marcel Achard
- Photographie : Christian Matras
- Son : Jacques Lebreton
- Décors : Auguste Capelier et Georges Wakhévitch
- Montage : André Gug
- Musique : Jean Marion
- Production : DisCina - Films André Paulvé
- Pays de production :  France
- Durée : 100 minutes
- Date de sortie : 
  - France : 23 juin 1945

## Distribution
- Madeleine Sologne : Madeleine Ardouin
- André Luguet : Dominique Ségar
- Ketti Gallian : Catherine Nanteuil
- Aimé Clariond : Michel Courbet
- Palau : Victor
- André Bervil : Nicolas, lacteur
- Charles Lemontier : l'employé des pompres funèbres
- Raymond Rognoni : le maire
- Jeanne Véniat
- René Alié
- Made Siamé
- Nicolas Amato
- Hélène Dartigue
- Albert Malbert
- Albert Montigny
- Marguerite de Morlaye
- Raymone
- Pierre Génu
- Henri Bargin
- Catherine Ribes